# Inspektorat Jasło Armii Krajowej
Inspektorat Jasło AK – terenowa struktura Podokręgu Rzeszów wchodząca w skład Okręgu Kraków AK.

## Skład organizacyjny
- Obwód Krosno
- Obwód Jasło
- Obwód Brzozów
- Obwód Sanok

## Upamiętnienie
Tradycje inspektoratu kultywuje 3 Podkarpacka Brygada Obrony Terytorialnej.